# Kazumi Tanaka
Kazumi Tanaka (田中 和実, Tanaka Kazumi, ur. 11 sierpnia 1951, zm. 20 grudnia 2007) – japoński seiyū. Był związany z Aoni Production. Jego starszym bratem był Ryōichi Tanaka.
Zmarł 20 grudnia 2007 roku z powodu problemów z sercem.

## Wybrana filmografia
- Dragon Ball Z (Jezus)
- Transformers: Headmasters (Kirk, Suiken)
- Transformers: Victory (Killbison, więzień deceptikonów)
- Mobile Suit Zeta Gundam (Wong Lee)
- Dragon Ball: Sleeping Princess in Devil's Castle (Demon)